# A Milhouse Divided
«A Milhouse Divided» (рус. Родители Милхауса разводятся) — шестой эпизод восьмого сезона мультсериала «Симпсоны». Впервые вышел в эфир 1 декабря 1996 года.

## Сюжет
Мардж недовольна тем, что вся её семья не хочет беседовать во время ужина в гостиной. Тогда Мардж решает устроить вечеринку для всех своих друзей. На вечеринку приходят семьи Лавджоев, Фландерсов, Хиббертов и Ван Хутенов. Во время ужина родители Милхауса все время ругаются друг на друга. В конце концов они ссорятся и решают развестись.
В школе Милхауса воодушевляют Нельсон и Керни, которые тоже знакомы с положением разведённых родителей. Луан Ван Хутен теперь живёт одна в своем доме, а Кирк временно переезжает в отель для одиноких «Казанова». Ему кажется, что жизнь не изменится с момента развода, но его увольняют с завода крекеров, поскольку теперь он разведённый, а «крекеры — это семейное дело». Тем временем Луан начинает встречаться с Чейзом — звездой шоу «Американские Гладиаторы» под псевдонимом Пайро. А Кирк решил познакомиться с "работницей радиостанции" Старлой, но та всего лишь обманула его и угнала его машину. Кирк признается Гомеру, что всему виной стало то, что он никогда не сомневался в прочности брака и никогда не помогал жене. Гомер уверяет Кирка, что у него с Мардж такого не случится. Кирк же говорит, что верный признак того, что развод уже близок — «размораживающиеся хот-доги в раковине». Гомер возвращается домой и с ужасом тоже обнаруживает хот-доги в раковине.
Грустный Гомер решает, что Мардж его больше не любит. Он рассказывает Лизе о том, как они поженились с Мардж, что та свадьба вовсе не была роскошной и праздновалась на заправке. Гомер решил больше заботиться о Мардж — покупает ей билеты на весь сезон театра, в который она ходила без него, убаюкивает её «океанскими звуками», сам стрижет её, но это только злит Мардж. Грустный Гомер решает, что ей пора начать все сначала, и подает на развод. Но только чтобы ещё раз жениться на Мардж, теперь в более праздничной обстановке. Гомер хочет, чтобы их брак был идеальным с самого начала. Воодушевившись примером Гомера и Мардж, Кирк с помощью своей песни пытается примириться с Луан, но, к несчастью, у него не получается, и он уходит.